# Nikola II., ruski car
Nikola II., punim imenom Nikolaj Aleksandrovič Romanov (rus. Николай II Алекса́ндрович Романов) (Moskva, 18. svibnja 1868. – Jekaterinburg, 17. srpnja 1918.), je bio posljednji okrunjeni ruski car, kralj Poljske i vojvoda Finske iz dinastije Romanov. Vladao je od 1894. pa do prisilne abdikacije 1917. godine, za vrijeme Oktobarske revolucije 1917. godine kad su njega i njegovu obitelj ubili boljševici.
Službena titula mu je bila Nikola II., Vladar i Autokrat svih Rusa. Politički protivnici nadjenuli su mu nadimak Krvavi Nikola, zbog autokratske vladavine, krvavih obračuna s demonstrantima, nasilnog gušenja ruske revolucije 1905. godine, antisemitskih progona itd.
Za postojanja Sovjetskog Saveza, sudbina posmrtnih ostataka cara i njegove obitelji bila je tabu tema. Njihovi ostaci počeli su se tražiti nakon pada komunizma u Rusiji i pronađeni su 1994. godine, nakon čega su 1998. godine svečano pokopani u katedrali sv. Petra i Pavla u Sankt Petersburgu.
Nikola Romanov kanoniziran je (Sveti Nikola II. Ruski), zajedno sa suprugom i djecom od strane Ruske pravoslavne crkve u izbeglištvu 1981. godine, a u zemlji 2000. godine.

## Životopis
Bio je najstariji sin i nasljednik cara Aleksandra III. i carice Marije Fjodorovne iz dinastije Romanovih. Supruga mu je bila Aleksandra Fjodorovna, s kojom je imao petero djece, 4 kćeri i jednog sina.
Stupio je na prijestolje poslije očeve smrti 1894. godine i u unutarnjoj politici nastavio njegov autokratski režim. Period njegove vladavine obilježio je ekonomski razvoj i modernizacija Rusije i, istovremeno, porast socijalno-političkih kontradikcija i revolucionarnih pokreta koji su, nakon poraza u ratu protiv Japana, doveli do izbijanja Ruske revolucije (1905.—1907.). U vanjskoj politici vodio je politiku ekspanzije na istok što je 1904. godine dovelo do rusko-japanskog rata u kojem je ruska vojska bila poražena.
Budući da su glavne ruske postrojbe još uvijek bile na Dalekom Istoku, a revolucija je zahvatila zemlju, car Nikola II. bio je prisiljen 30. listopada 1905. godine izdati Listopadski manifest, kojim je uveo opće pravo glasa, odobrio stvaranje političkih stranaka i dozvolio djelovanje Dume, zakonodavnog narodnog predstavništva. Međutim, već nakon pola godine donosi ustav kojim oganičava ovlasti Dume i nastavlja vladati autokratski.
Pod utjecajem supruge Aleksandre, a zbog bolesti sina i prijestolonasljednika Alekseja, Nikola II. je 1911. godine angažirao kontroverznog mistika Grigorija Rasputina († 1916.) koji je ostvario kontrolu nad carskim parom, a time stekao moć u državnim poslovima.
Nakon što je doživio poraz na Dalekom Istoku, Nikola II. je usmjerio pažnju na Balkan, odakle je želio istisnuti Osmansko Carstvo i preuzeti kontrolu nad tjesnacima Bospor i Dardaneli. Kada je 1914. godine izbio Prvi svjetski rat, car se pridružio svojim saveznicima u sukobu protiv Njemačke i Austro-Ugarske. Opće nezadovoljstvo u društvu, pojačano dugim i iscrpljujućim ratom, dovelo je izbijanja Veljačke revolucije 1917. godine, nakon koje se Nikola II. odrekao vrhovnog zapovjedništva nad vojskom, zbog čega je bio pod kritikom javnosti zbog lošeg stanja ruske vojske na bojištima.
Dana 15. ožujka 1917. godine bio je prisiljen potpisati abdikaciju i odreći se prijestolja, ne u korist svoga sina Alekseja, već u korist brata Mihajla koji se potom odrekao carske krune. Poslije careve abdikacije, Rusija je ušla u građanski rat. Car je s obitelji prvo interniran u Carsko selo, a potom u grad Toboljsk u Sibiru. Nakon izbijanja Listopadske revolucije, car je s obitelji interniran na Ural. Boljševici su Nikolu i njegovu obitelj strijeljali u srpnju 1918. godine u Jekaterinburgu.

## Brak i djeca
Nikola II. oženio je 26. studenog 1894. godine Aleksandru Fjodorovnu, pravim imenom Alix od Hessea i Rajne, kćerku vlikog vojvode Luja IV. od Hessea i Rajne i princeze Alice od Velike Britanije. Car joj je bio romantično odan, a ona je imala snagu volje koja je njemu nedostajala, zbog čega je u potpunosti pao pod njen utjecaj. Zajedno su imali petero djece:
- Velika kneginja Olga Nikolajevna (rus. Великая Княжна Ольга Николаевна) bila je najstarija kćer Nikole i njegove žene Aleksandre. Rodila se 16. studenog 1895. godine, a ubijena je 17. srpnja 1918. godine. Kao careva kći, nosila je titulu Velike kneginje.

- Velika kneginja Tatjana Nikolajevna (rus. Великая Княжна Татьяна Николаевна) bila je druga Nikolina kćer, rođena 11. lipnja 1897. godine, a ubijena je kada i cijela njezina obitelj. Pošto je bila careva kći, bila je Velika kneginja.

- Velika kneginja Marija Nikolajevna (rus. Великая Княжна Мария Николаевна) rođena je 27. lipnja 1899. u Peterhofu, u Rusiji, i bila je treća kćer cara Nikole, a ubijena je 17. srpnja 1918.

- Velika kneginja Anastazija Nikolajevna (rus. Великая Княжна Анастасия Николаевна) rođena je 18. lipnja 1901. u Peterhofu. Bila je četvrta kćer ruskog Cara. Ubijena je s ostatkom svoje obitelji 17. srpnja 1918. godine.

- Veliki knez i carević Aleksej Nikolajevič (rus. Наследник-Цесаревич и Великий Князь Алексей Николаевич) bio je najmlađe dijete cara Nikole. Rodio se 12. kolovoza 1904. u Peterhofu. Kako je bio jedino muško dijete, proglašen je carevićem i nasljednikom prijestolja. Vrlo često je bio bolestan i slabog zdravlja. Ubijen je od strane boljševika 17. srpnja 1918. godine.